# Chanteuse d'Amon
Le titre de Chanteuse d'Amon est porté par des catégories totalement différentes de femmes égyptiennes. Il désigne des prêtresses consacrées au service d'Amon.

## Chanteuses d'Amon
(Par ordre alphabétique)
| Nom                | Conjoint                                            | Commentaires                                                     | Époque          |
| ------------------ | --------------------------------------------------- | ---------------------------------------------------------------- | --------------- |
| Bak-Khons          | Thotemhab (fils du chef des tisserands)             | identifiée dans la tombe TT45                                    | XIXe dynastie   |
| Iouy               | Didia (scribe)                                      |                                                                  | XVIIIe dynastie |
| Isetemkheb Ire     | Pinedjem Ier                                        | mentionnée avec Pinedjem Ier sur des briques trouvées à El-Hiban | XXIe dynastie   |
| Iuy                | Amenmose (grand prêtre d'Amenhotep Ier divinisé)    | identifiée dans la tombe TT19                                    | XIXe dynastie   |
| Méresamon          |                                                     | momie identifiée                                                 |                 |
| Méryt              | Sennefer (maire de Thèbes)                          | identifiée dans la tombe TT96                                    | XVIIIe dynastie |
| Nausha             | Nedjemger (surveillant du jardin dans le Ramesséum) | identifiée dans la tombe TT138                                   | XIXe dynastie   |
| Nebkhentou         | Méryptah (scribe royal)                             | identifiée dans la tombe TT387                                   | XIXe dynastie   |
| Nedjemet           | Amenemopet Ipy (intendant en chef d'Amon)           | identifiée dans la tombe TT41                                    | XIXe dynastie   |
| Nehmès Bastet      |                                                     | tombe KV64                                                       | XXIIe dynastie  |
| Nesyamon           |                                                     | Supposée morte à l'âge de quinze ans, elle a été momifiée.       |                 |
| Nesytanebetisherou | Sheshonq II                                         | mentionnée sur une statue du dieu Bès                            | XXIIe dynastie  |
| Senet-Néfret       |                                                     | fille de Méryt, identifiée dans la tombe TT96                    | XVIIIe dynastie |
| Tia                | Tia                                                 | représentée avec son mari dans leur mastaba à Saqqarah           | XVIIIe dynastie |